# Gouvernement Fillon I
Ne doit pas être confondu avec Gouvernement Fillon II ou Gouvernement Fillon III.
Ve République
Gouvernement Dominique de Villepin Gouvernement François Fillon II
Le gouvernement Fillon I est le gouvernement de la République française du 17 mai au 19 juin 2007. Il est dirigé par le Premier ministre François Fillon, sous la présidence de Nicolas Sarkozy (2007-2012). Il est formé après l'élection présidentielle d'avril-mai 2007 et démissionne à la suite des élections législatives de juin.

## Nomination
L'élection présidentielle se tient les 22 avril et 6 mai 2007 ; Nicolas Sarkozy l'emporte.
Le 15 mai, il est mis fin, sur la présentation de la démission du Gouvernement, aux fonctions de Dominique de Villepin, Premier ministre, et des autres membres du Gouvernement.
Le 16 mai se tient l’investiture du président Nicolas Sarkozy. Le 17 mai, François Fillon est nommé Premier ministre.
La passation des pouvoirs entre Dominique de Villepin et François Fillon a lieu jeudi 17 mai à 11 heures. Fillon compose son cabinet et nomme l'ancien préfet de Vendée et ancien directeur de cabinet aux Affaires sociales, Jean-Paul Faugère, comme directeur de cabinet à Matignon.
La composition du gouvernement est annoncée le vendredi 18 mai 2007 à 9 h 40, par Claude Guéant, secrétaire général de l'Élysée ; elle est formalisée par un décret publié au Journal officiel de la République française le lendemain.
Le gouvernement comporte quinze ministres, quatre secrétaires d'État et un haut-commissaire.
Les décrets d’attribution sont publiés le 31 mai.

### Ouverture au centre et à gauche
Nicolas Sarkozy a, durant sa campagne, annoncé sa volonté d'inscrire son gouvernement dans une démarche d' « ouverture » vers d'autres partis, notamment ceux du centre ou de la gauche.
Il compte un ministre, deux secrétaires d'État et un Haut-Commissaire issus de la gauche ou marqué à gauche (respectivement Bernard Kouchner, Éric Besson, Jean-Pierre Jouyet et Martin Hirsch), ainsi qu'un ministre issu du centre (Hervé Morin).
Un tiers des ministres de ce gouvernement sont cependant d'anciens membres du gouvernement de Dominique de Villepin et deux tiers sont d'anciens membres des gouvernements du second mandat de Jacques Chirac.

### Parité hommes - femmes
Le gouvernement comporte sept femmes sur quinze ministres. Les quatre secrétaires d'État et le haut-commissaire sont des hommes. La part de femmes membres du gouvernement est d'environ 33 %.

### Origines professionnelles
- Quatre énarques seulement font partie de ce gouvernement.

## Réactions
La création d'un ministère associant la question de l'immigration et de l'identité nationale, très décriée pendant la campagne électorale, a également suscité de nombreuses critiques a posteriori. L'association des  termes Immigration et Identité nationale a été critiquée tant au niveau national (démission le 18 mai 2007 de huit universitaires membres des instances de la Cité nationale de l'histoire de l'immigration ; critiques du MRAP, du Comité catholique contre la faim et pour le développement), qu'au niveau international (Doudou Diène, rapporteur spécial de l'ONU contre le racisme, y a vu devant le Conseil des droits de l'Homme de l'ONU une « banalisation du racisme »).
La nomination de membres de l'opposition au sein de ce gouvernement a suscité diverses réactions. Par exemple, François Hollande a affirmé que Bernard Kouchner allait faire l'objet d'une procédure d'exclusion du PS.

## Composition par ordre protocolaire

### Premier ministre
| Image | Fonction         |  | Nom             | Parti |
| ----- | ---------------- |  | --------------- | ----- |
|       | Premier ministre |  | François Fillon | UMP   |

### Ministre d'État
| Image       | Fonction                                                                               |  | Nom         | Parti |
| ----------- | -------------------------------------------------------------------------------------- |  | ----------- | ----- |
| Alain Juppé | Ministre d'État, ministre de l'Écologie, du Développement et de l'Aménagement durables |  | Alain Juppé | UMP   |

### Ministres
| Image | Fonction                                                                                   |  | Nom                  | Parti    |
| ----- | ------------------------------------------------------------------------------------------ |  | -------------------- | -------- |
|       | Ministre de l'Économie, des Finances et de l'Emploi                                        |  | Jean-Louis Borloo    | UMP-PRV  |
|       | Ministre de l'Intérieur, de l'Outre-mer et des Collectivités territoriales                 |  | Michèle Alliot-Marie | UMP      |
|       | Ministre des Affaires étrangères et européennes                                            |  | Bernard Kouchner     | PS diss. |
|       | Ministre de l'Immigration, de l'Intégration, de l'Identité nationale et du Codéveloppement |  | Brice Hortefeux      | UMP      |
|       | Garde des Sceaux, ministre de la Justice                                                   |  | Rachida Dati         | UMP      |
|       | Ministre du Travail, des Relations sociales et de la Solidarité                            |  | Xavier Bertrand      | UMP      |
|       | Ministre de l'Éducation nationale                                                          |  | Xavier Darcos        | UMP      |
|       | Ministre de l'Enseignement supérieur et de la Recherche                                    |  | Valérie Pécresse     | UMP      |
|       | Ministre de la Défense                                                                     |  | Hervé Morin          | NC       |
|       | Ministre de la Santé, de la Jeunesse et des Sports                                         |  | Roselyne Bachelot    | UMP      |
|       | Ministre du Logement et de la Ville                                                        |  | Christine Boutin     | UMP-FRS  |
|       | Ministre de l'Agriculture et de la Pêche                                                   |  | Christine Lagarde    | UMP      |
|       | Ministre de la Culture et de la Communication, porte-parole du gouvernement                |  | Christine Albanel    | UMP      |
|       | Ministre du Budget, des Comptes publics et de la Fonction publique                         |  | Éric Woerth          | UMP      |

### Secrétaires d'État
| Image | Fonction                                                                               | Ministre de rattachement                                                               |  | Nom                 | Parti    |
| ----- | -------------------------------------------------------------------------------------- | -------------------------------------------------------------------------------------- |  | ------------------- | -------- |
|       | Secrétaire d'État chargé des Relations avec le Parlement                               | Premier ministre                                                                       |  | Roger Karoutchi     | UMP      |
|       | Secrétaire d'État chargé des Affaires européennes                                      | Ministre des Affaires étrangères et européennes                                        |  | Jean-Pierre Jouyet  | DVG      |
|       | Secrétaire d'État chargé de la Prospective et de l'Évaluation des politiques publiques | Premier ministre                                                                       |  | Éric Besson         | PS diss. |
|       | Secrétaire d'État chargé des Transports                                                | Ministre d'État, ministre de l'Écologie, du Développement et de l'Aménagement durables |  | Dominique Bussereau | UMP      |

### Haut-commissaire
| Image | Fonction                                                    | Ministre de rattachement |  | Nom           | Parti |
| ----- | ----------------------------------------------------------- | ------------------------ |  | ------------- | ----- |
|       | Haut-commissaire aux solidarités actives contre la pauvreté | Premier ministre         |  | Martin Hirsch | DVG   |

## Organisation fonctionnelle
Organisation fonctionnelle du 18 mai au 18 juin 2007 (Affaires courantes du 18 au 19 juin 2007) :
Premier ministre
- François Fillon, Premier ministre
- Roger Karoutchi, secrétaire d'État auprès du Premier ministre, chargé des Relations avec le Parlement
- Éric Besson, secrétaire d'État auprès du Premier ministre, chargé de la Prospective et de l'Évaluation des politiques publiques
- Martin Hirsch, haut-commissaire aux Solidarités actives contre la pauvreté, auprès du Premier ministre

Ministère de l'Écologie, du Développement et de l'Aménagement durables
- Alain Juppé, ministre d'État, ministre de l'Écologie, du Développement et de l'Aménagement durables
- Dominique Bussereau, secrétaire d'État auprès du ministre d'État, ministre de l'Écologie, du Développement et de l'Aménagement durables, chargé des Transports

Ministère de l'Économie, des Finances et de l'Emploi
- Jean-Louis Borloo, ministre de l'Économie, des Finances et de l'Emploi

Ministère de l'Intérieur, de l'Outre-mer et des Collectivités territoriales
- Michèle Alliot-Marie, ministre de l'Intérieur, de l'Outre-mer et des Collectivités territoriales

Ministère des Affaires étrangères et européennes
- Bernard Kouchner, ministre des Affaires étrangères et européennes
- Jean-Pierre Jouyet, secrétaire d'État auprès du ministre des Affaires étrangères et européennes, chargé des Affaires européennes

Ministère de l'Immigration, de l'Intégration, de l'Identité nationale et du Codéveloppement
- Brice Hortefeux, ministre de l'Immigration, de l'Intégration, de l'Identité nationale et du Codéveloppement

Ministère de la Justice
- Rachida Dati, garde des Sceaux, ministre de la Justice

Ministère du Travail, des Relations sociales et de la Solidarité
- Xavier Bertrand, ministre du Travail, des Relations sociales et de la Solidarité

Ministère de l'Éducation nationale
- Xavier Darcos, ministre de l'Éducation nationale

Ministère de l'Enseignement supérieur et de la Recherche
- Valérie Pécresse, ministre de l'Enseignement supérieur et de la Recherche

Ministère de la Défense
- Hervé Morin, ministre de la Défense

Ministère de la Santé, de la Jeunesse et des Sports
- Roselyne Bachelot, ministre de la Santé, de la Jeunesse et des Sports

Ministère du Logement et de la Ville
- Christine Boutin, ministre du Logement et de la Ville

Ministère de l'Agriculture et de la Pêche
- Christine Lagarde, ministre de l'Agriculture et de la Pêche

Ministère de la Culture et de la Communication
- Christine Albanel, ministre de la Culture et de la Communication, porte-parole du Gouvernement

Ministère du Budget, des Comptes publics et de la Fonction publique
- Éric Woerth, ministre du Budget, des Comptes publics et de la Fonction publique

## Répartition partisane
| Parti | Parti                                | Premier ministre | Ministres d'État | Ministres | Secrétaires d'État | Haut commissaire | Total |
| ----- | ------------------------------------ | ---------------- | ---------------- | --------- | ------------------ | ---------------- | ----- |
|       |                                      | 1                | 1                | 14        | 4                  | 1                | 21    |
|       | Union pour un mouvement populaire    | 1                | 1                | 9         | 2                  |                  | 13    |
|       | Parti socialiste dissidents          |                  |                  | 1         | 1                  |                  | 2     |
|       | Nouveau centre                       |                  | 1                |           |                    | 1                |       |
|       | UMP - Parti radical valoisien        |                  | 1                |           |                    | 1                |       |
|       | UMP - Forum des républicains sociaux |                  | 1                |           |                    | 1                |       |
|       | Divers droite                        |                  | 1                |           |                    | 1                |       |
|       | Divers gauche                        |                  |                  | 1         | 1                  | 2                |       |

## Élections législatives et démission du Gouvernement
Le 23 mai, le premier ministre a participé au grand meeting de l'UMP à Marseille. Il a rappelé son attachement au suffrage universel et a annoncé que tous les membres de son gouvernement sont candidats aux législatives : « Quand on est battu, ça veut dire qu'on n'a pas le soutien du peuple et qu'on ne peut pas rester au gouvernement (...) Ma place sera celle de l'animateur de la majorité et du projet politique du gouvernement. » Cette pratique, inaugurée pour ces élections, sera reconduite après celles de 2012, 2017 et 2022.
Après les élections législatives les 10 et 17 juin, l’UMP conserve la majorité absolue à l’Assemblée nationale française. Alain Juppé, numéro deux du Gouvernement, annonce sa démission conformément à ce qu'avait prescrit le Premier ministre.
Le 18 juin, il est mis fin, sur la présentation de la démission du Gouvernement, aux fonctions de François Fillon, Premier ministre, et des autres membres du Gouvernement, François Fillon est immédiatement renommé Premier ministre, et le lendemain, son deuxième gouvernement est nommé, la plupart des membres du premier gouvernement sont reconduits et le nombre de secrétaires d’État est augmenté.